# Hospital São José do Avaí
O Hospital São José do Avaí é um complexo hospitalar filantrópico com sede na cidade de Itaperuna, estado do Rio de Janeiro.
Foi fundado pela comunidade local a convite do juiz Diogo Soares Cabral de Mello no dia 6 de agosto de 1925. Estabeleceu-se inicialmente um ambulatório para atendimento aos doentes da cidade, chamado de Ambulatório São José que mais tarde se transformaria no Hospital São José do Avaí.
O Hospital São José do Avaí é referência nacional em neurocirurgia e cirurgia cardíaca e realiza mais de 20 mil atendimentos por mês, atendendo toda a região do noroeste fluminense.

## Estrutura
A Conferência São José do Avaí havia em 2020,1.470 colaboradores. Destes, aproximadamente 73% eram mulheres e 27% homens.

### Responsabilidade social
- Entre 2019 e 2020 ocorreram 36 transplantes, sendo 16 transplantes renais e 20 hepáticos.[3][4]

- 270.841 atendimentos em 2019, sendo 80,10% feitos pelo SUS.[3]
- 639.201 exames laboratoriais de imagem em 2019.[3]
- 19.904 internações em 2019.[3]

Centro Oncológico:
- A instituição é reconhecida como Centro de Alta Complexidade em Oncologia (CACON) pelo Ministério da Saúde, atendendo cerca de 360 pacientes para tratamento de radioterapia e 1.108 para tratamento de quimioterapia por mês, considerando a média do ano de 2017.[3][5]

## Ensino e pesquisa
A Conferência São José do Avaí possui, atualmente, várias áreas para estágios e residências médicas. O hospital tem programas de especialização em medicina intensiva (PEMI) e radiologia e diagnóstico por imagem.

## Projetos sociais
No ano de 2019, o Fantástico exibiu o projeto Ajude com Cartas, inspirado na filosofia slow medicine, dos alunos de medicina em parceria com o Hospital São José do Avaí. O projeto visa escrever cartas de motivação anônimas que ajudam na recuperação de pacientes.